# Khawla bint Ḥakīm
Khawla bint Ḥakīm (in arabo خولة بنت حكيم‎?; fl. VII secolo) fu una delle Sahaba di Maometto.

## Biografia
Figlia di un capo del clan coreiscita dei B. Asad, fu una delle primissime donne a convertirsi all'Islam, assieme al marito ʿUthmān b. Maẓʿūn, 
Si fece intermediaria matrimoniale affinché il Profeta sposasse, dopo essere rimasto vedovo nel 619 di Khadīja bt. Khuwaylid, sia l'anziana Sawda bt. Zamʿa sia la giovanissima ʿĀʾisha bt. Abī Bakr.
Di lei si ricordava il coraggio personale, che la portò a combattere contro i nemici nel corso della conquista della Siria-Palestina voluta dal secondo Califfo ʿUmar b. al-Khaṭṭāb. In una di queste occasioni, si batté con straordinaria energia per salvare la vita in pericolo di un suo fratello, di nome Ḍirār.
Il cugino e genero di Maometto, ʿAlī b. Abī Ṭālib la sposò dopo esser rimasto vedovo di Fāṭima bt. Muḥammad, figlia del Profeta.